# Coppa d’Oro delle Dolomiti 1953

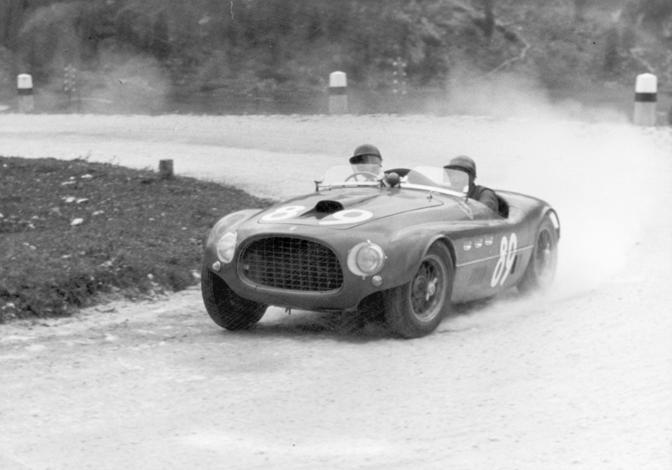
Rennsieger Paolo Marzotto im Ferrari 250MM

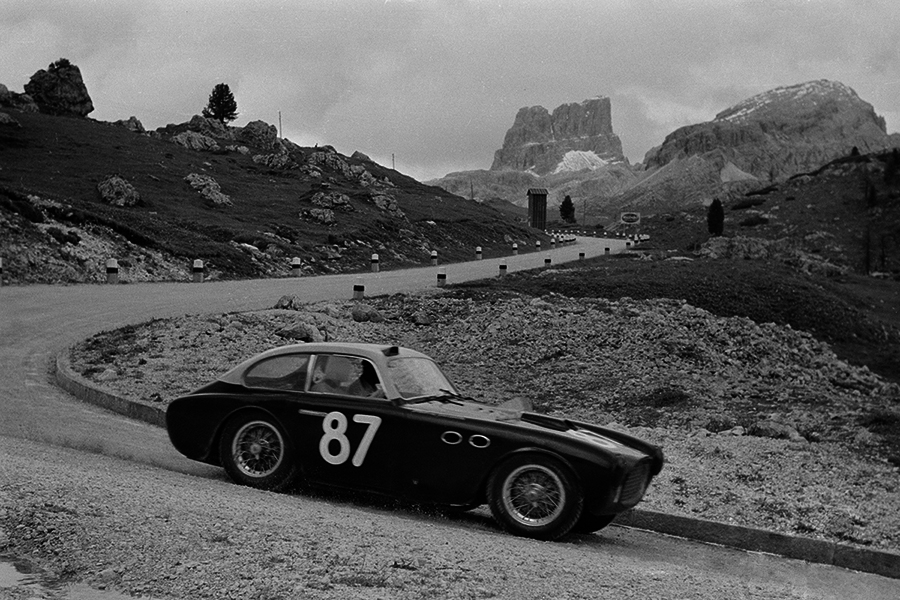
Roberto Bonomi im Ferrari 250S

Die VII. Coppa d’Oro delle Dolomiti fand am 12. Juli 1953 statt.

## Das Rennen
Der Goldpokal der Dolomiten war ein Automobilrennen auf öffentlichen Straßen, das in Italien von 1947 bis 1956 ausgetragen wurde. Es wurde immer dieselbe Strecke von 303,800 km an einem einzigen Tag mit Start und Ziel in Cortina d’Ampezzo gefahren. Das Rennen wurde vom Automobil Club in Belluno initiiert, der noch heute Inhaber ist; seit 1972 ist das als Reenactment bezeichnete Oldtimer-Gleichmäßigkeitsrennen im internationalen Kalender der FIA als „Großer CSAI-Event“ verzeichnet.
1953 siegte Paolo Marzotto auf einem Werks-Ferrari 250MM vor Piero Taruffi im Lancia D23 und seinem Teamkollegen Umberto Maglioli bei dieser Veranstaltung bei der fast alle bekannten italienischen Rennfahrer der frühen 1950er-Jahre am Start waren.

## Ergebnisse

### Schlussklassement
| 1               | S + 1.1  | 89 | Scuderia Ferrari | Paolo Marzotto                 | Ferrari 250MM                 | 3:18:19,000 |
| 2               | S + 1.1  | 86 | Scuderia Lancia  | Piero Taruffi                  | Lancia D23                    | 3:19:52,800 |
| 3               | S + 1.1  | 90 | Scuderia Ferrari | Umberto Maglioli               | Ferrari 735 Sport             | 3:20:02,800 |
| 4               | S + 1.1  | 78 |                  | Giulio Cabianca                | Osca MT4 1350                 | 3:24:46,600 |
| 5               | S + 1.1  | 85 |                  | Giovanni Bracco                | Ferrari 250MM                 | 3:25:28,400 |
| 6               | GT + 2.0 | 72 |                  | Umberto Marzotto               | Lancia Aurelia B20 2500       | 3:29:17,200 |
| 7               | GT + 2.0 | 73 |                  | Enrico Anselmi                 | Lancia Aurelia B20 2500 Corsa | 3:29:19,200 |
| 8               | GT + 2.0 | 74 |                  | Salvatore Ammendola            | Lancia Aurelia B20 2500 Corsa | 3:30:16,600 |
| 9               | S + 1.1  | 84 | Scuderia Lancia  | Felice Bonetto                 | Lancia D23                    | 3:32:30,600 |
| 10              | S + 1.1  | 83 |                  | Luigi Piotti                   | Ferrari 250MM                 | 3:32:30,600 |
| 11              | S + 1.1  | 82 |                  | Franco Cornacchia              | Ferrari 250MM                 | 3:37:06,000 |
| 12              | S 1.1    | 43 | Bruno Venezian   | Bruno Venezian Massimo Orlandi | Osca MT4 1100                 | 3:37:26,200 |
| 13              | S + 1.1  | 88 | Piero Scotti     | Piero Scotti                   | Ferrari 250MM                 | 3:38:33,200 |
| 14              | S 1.1    | 47 |                  | Umberto Bini                   | Osca MT4 1100                 | 3:39:08,600 |
| 15              | S + 1.1  | 54 |                  | Camillo Luglio                 | Alfa Romeo 1900 Sprint        | 3:43:21,200 |
| 16              | S 750    | 36 |                  | Sergio Monti                   | Stanguellini S750             | 3:44:17,200 |
| 17              | S 1.1    | 45 |                  | Aldo Terigi                    | Fiat Ermini 1100              | 3:45:38,400 |
| 18              | T + 1.3  | 20 |                  | Mario dalla Favera             | Alfa Romeo 1900               | 3:46:15,000 |
| 19              | GT 2.0   | 61 |                  | Piero Carini                   | Alfa Romeo 1900 TI            | 3:47:38,800 |
| 20              | GT 2.0   | 60 | Anteo Allazzetta | Anteo Allazzetta               | Ferrari 166MM                 | 3:48:35,000 |
| 21              | GT 2.0   | 68 |                  | Guido Cestelli-Guidi           | Alfa Romeo 1900 TI            | 3:50:05,600 |
| 22              | GT 2.0   | 59 |                  | Piero Siena                    | Lancia Aurelia B20 2000       | 3:51:06,600 |
| 23              | GT 1.1   | 30 |                  | Elio Zagato                    | Fiat Zagato 1100              | 3:51:20,000 |
| 24              | GT 2.0   | 55 |                  | Giovanni Zalukar               | Alfa Romeo 1900 Sprint        | 3:51:47,600 |
| 25              | GT 2.0   | 57 |                  | Pietro Ferraro                 | Lancia Aurelia B22            | 3:51:53,600 |
| 26              | GT 1.1   | 26 |                  | Pierpaolo Poillucci            | Fiat Zagato 1100              | 3:54:31,000 |
| 27              | T 1.3    | 10 |                  | Stefano Alquati                | Fiat 1100/103                 | 3:54:42,000 |
| 28              | T 1.3    | 9  |                  | Paolo Colombo                  | Fiat 1100/103                 | 3:55:08,400 |
| 29              | T 1.3    | 14 |                  | Alberto Gidoni                 | Fiat 1100/103                 | 3:56:45,600 |
| 30              | S 1.1    | 44 |                  | Ugo Puma                       | Fiat Ermini 1100              | 3:56:46,400 |
| 31              | GT 1.1   | 27 |                  | Aurelio Pellegrini             | Fiat 1100/103                 | 3:58:16,200 |
| 32              | GT 2.0   | 56 |                  | Mario Paesetti                 | Alfa Romeo 1900 TI            | 3:59:11,000 |
| 33              | GT 2.0   | 51 |                  | Mario Giobellina               | Lancia Aurelia B20 2000       | 3:59:15,000 |
| 34              | T 1.3    | 19 |                  | Luigi Zanetti                  | Fiat 1100/103                 | 3:59:58,000 |
| 35              | T 1.3    | 15 |                  | Ezio Bricarello                | Fiat 1100/103                 | 4:04:25,400 |
| 36              | GT 750   | 1  |                  | Marino Guarnieri               | Fiat Zagato 750               | 4:04:53,000 |
| 37              | T 1.3    | 12 |                  | Rinaldo Repetto                | Fiat 1100/103                 | 4:14:50,600 |
| 38              | GT 750   | 4  |                  | Giuliano Ronzon                | Fiat Zagato 750               | 4:17:01,000 |
| 39              | T 1.3    | 19 |                  | Luigi Sacchiero                | Fiat 1100/103                 | 4:19:34,200 |
| 40              | GT 750   | 8  |                  | Jacques Blanchet               | Panhard Dyna                  | 4:37:19,000 |
| 41              | GT 750   | 2  |                  | Francesco Paresi               | Fiat 500C                     | 4:58:23,200 |
| Nicht klassiert |          |    |                  |                                |                               |             |
| 42              | T + 1.3  | 22 |                  | Aurelio Schön                  | Alfa Romeo 1900               | 4:25:17,200 |
| 43              | S 1.1    | 41 |                  | Faustino Compostella           | Fiat 1100S                    | 4:25:45,400 |
| 44              | S 1.1    | 48 |                  | Brandolino Brandolini d’Adda   | Osca Comirato MT4 1100        | 4:33:30,400 |
| 45              | S 750    | 39 |                  | Alfredo Tinazzo                | Fiat Parisotto 750            | 4:43:30,000 |
| 46              | GT 1.1   | 28 |                  | Marcello Giambertone           | Fiat 1100                     | 4:46:10,200 |
| 47              | GT 1.1   | 31 |                  | Adriano Fusar Poli             | Fiat 1100S                    | 4:51:41,000 |
| 48              | S 750    | 37 |                  | Massimo Ferrazzi               | Fiat Siata 750                | 5:04:25,600 |
| 49              | GT 750   | 7  |                  | Licio Missaglia                | Fiat 500C                     | 5:12:58,000 |
| Ausgefallen     |          |    |                  |                                |                               |             |
| 50              | GT 750   | 3  |                  | Luigi Balestra                 | Fiat 500C                     |             |
| 51              | GT 750   | 5  |                  | Pierluigi Monteverdi           | DB 750                        |             |
| 52              | GT 750   | 6  |                  | Aurelio Somaglino              | Panhard Dyna                  |             |
| 53              | T 1.3    | 11 |                  | Attilio Copetta                | Fiat 1100/103                 |             |
| 54              | T 1.3    | 11 |                  | Alessandro Parisotto           | Fiat 1100/103                 |             |
| 55              | T + 1.3  | 23 |                  | Curzio Pericle Quadrio         | Lancia Aurelia B21            |             |
| 56              | T + 1.3  | 24 |                  | Sandro Sebasti                 | Alfa Romeo 1900               |             |
| 57              | GT 1.1   | 25 |                  | Carlo Moser                    | Cisitalia 1100                |             |
| 58              | GT 1.1   | 29 |                  | Nino Crivellari                | Fiat 1100S                    |             |
| 59              | GT 1.1   | 32 |                  | Umberto Stefani                | Cisitalia 1100                |             |
| 60              | GT 1.1   | 33 |                  | Otto Mathé                     | Porsche 356                   |             |
| 61              | S 750    | 38 | Renzo Rugolo     | Renzo Rugolo                   | Stanguellini S750             |             |
| 62              | S 750    | 40 |                  | Mario Facca                    | Fiat BMW Gidoni 750           |             |
| 63              | S 1.1    | 42 |                  | Walter De Pol                  | Fiat Giannini 1100            |             |
| 64              | GT 2.0   | 49 |                  | Antonio Pozzato                | Lancia Aurelia B20 2000       |             |
| 65              | GT 2.0   | 53 |                  | Corrado Campeis                | Lancia Aurelia B24            |             |
| 66              | GT 2.0   | 58 |                  | Alberto Della Beffa            | Alfa Romeo 1900 TI            |             |
| 67              | GT 2.0   | 63 |                  | Ugo Bormioli                   | Alfa Romeo 1900 TI            |             |
| 68              | GT 2.0   | 64 |                  | Gianni Sartorello              | Lancia Aurelia B20 2000       |             |
| 69              | GT 2.0   | 69 |                  | Pietro Laureati                | Alfa Romeo 1900 TI            |             |
| 70              | GT + 2.0 | 71 |                  | Luigi Salice                   | Lancia Aurelia B20 2500       |             |
| 71              | GT + 2.0 | 75 |                  | Silvano Poli                   | Alfa Romeo 6C 2500S Poli      |             |
| 72              | GT + 2.0 | 76 |                  | Roberto Piodi                  | Lancia Aurelia B20 2500       |             |
| 73              | S + 1.1  | 77 |                  | Sergio Mantovani               | Maserati A6GCS                |             |
| 74              | S + 1.1  | 80 |                  | Emilio Giletti                 | Maserati A6GCS                |             |
| 75              | S + 1.1  | 87 | Roberto Bonomi   | Roberto Bonomi                 | Ferrari 250S                  |             |
| 76              | S + 1.1  | 92 | Scuderia Lancia  | Gino Valenzano                 | Lancia D23                    |             |

### Nur in der Meldeliste
Hier finden sich Teams, Fahrer und Fahrzeuge, die ursprünglich für das Rennen gemeldet waren, aber aus den unterschiedlichsten Gründen daran nicht teilnahmen.
| Pos. | Klasse  | Nr. | Team | Fahrer             | Chassis            |
| ---- | ------- | --- | ---- | ------------------ | ------------------ |
| 77   | GT 2.0  | 50  |      | Enrico Coda        | Lancia Aurelia B20 |
| 78   | GT 2.0  | 52  |      | Ugo Piperno        | Lancia Aurelia B20 |
| 79   | GT 2.0  | 62  |      | Mario Giavelli     | Alfa Romeo 1900 TI |
| 80   | GT 2.0  | 65  |      | Jacopino Del Torso | Alfa Romeo 1900 TI |
| 81   | GT 2.0  | 66  |      | Alfonso Finzi      | Lancia Aurelia B20 |
| 82   | GT 2.0  | 68  |      | Gino Bertoja       | Alfa Romeo 1900 TI |
| 83   | GT 2.0  | 70  |      | Marco Ferrini      | Alfa Romeo 1900 TI |
| 84   | S + 1.1 | 79  |      | Cormons Ferri      | Lancia 2000        |
| 85   | S + 1.1 | 91  |      | Guglielmo Pinzero  | Ferrari 3000       |

### Klassensieger
| Klasse   | Fahrer             | Fahrer          | Fahrzeug                | Platzierung im Gesamtklassement |
| -------- | ------------------ | --------------- | ----------------------- | ------------------------------- |
| S + 1.1  | Paolo Marzotto     |                 | Ferrari 250MM           | Gesamtsieg                      |
| S 1.1    | Bruno Venezian     | Massimo Orlandi | Osca MT4 1100           | Rang 12                         |
| S 750    | Sergio Monti       |                 | Stanguellini S750       | Rang 16                         |
| GT + 2.0 | Umberto Marzotto   |                 | Lancia Aurelia B20 2500 | Rang 6                          |
| GT 2.0   | Piero Carini       |                 | Alfa Romeo 1900 TI      | Rang 19                         |
| GT 1.1   | Elio Zagato        |                 | Fiat Zagato 1100        | Rang 23                         |
| GT 750   | Marino Guarnieri   |                 | Fiat Zagato 750         | Rang 36                         |
| T + 1.3  | Mario dalla Favera |                 | Alfa Romeo 1900         | Rang 18                         |
| T 1.3    | Stefano Alquati    |                 | Fiat 1100/103           | Rang 27                         |

### Renndaten
- Gemeldet: 85
- Gestartet: 76
- Gewertet: 41
- Rennklassen: 9
- Zuschauer: unbekannt
- Wetter am Renntag: warm und trocken
- Streckenlänge: 303,800 km
- Fahrzeit des Siegerteams: 3:18:19,000 Stunden
- Gesamtrunden des Siegerteams: 1
- Gesamtdistanz des Siegerteams: 303,800 km
- Siegerschnitt: 91,913 km/h
- Pole Position: keine
- Schnellste Rennrunde: keine
- Rennserie: zählte zu keiner Rennserie